# L'arte della gioia (miniserie televisiva)
L'arte della gioia è una miniserie televisiva italiana diretta da Valeria Golino e Nicolangelo Gelormini, tratta dall'omonimo romanzo di Goliarda Sapienza e vede Tecla Insolia nel ruolo della protagonista. La miniserie ha debuttato il 28 febbraio 2025 su Sky Atlantic.

## Trama
La storia di Modesta, dalla sua infanzia fino all'età adulta, trascorsa fuori da ogni schema.

## Puntate
| nº | Titolo     | Prima TV         |
| -- | ---------- | ---------------- |
| 1  | Episodio 1 | 28 febbraio 2025 |
| 2  | Episodio 2 | 28 febbraio 2025 |
| 3  | Episodio 3 | 7 marzo 2025     |
| 4  | Episodio 4 | 7 marzo 2025     |
| 5  | Episodio 5 | 14 marzo 2025    |
| 6  | Episodio 6 | 14 marzo 2025    |

## Personaggi e interpreti

### Personaggi principali
- Modesta Spataro, interpretata da Tecla Insolia (giovane) e da Viviana Mocciaro (bambina).
Giovane ragazza siciliana di una famiglia di umili origini che, dopo essere stata violentata dal padre, incendia involontariamente la sua casa, nella quale muoiono la madre e la sorella. Viene quindi accolta in un convento e istruita ed educata come novizia.
- Madre Leonora, interpretata da Jasmine Trinca.
Madre superiora del convento, madre putativa e oggetto del desiderio di Modesta.
- Padre, interpretato da Antonio De Matteo.
Padre violento di Modesta e Tina.
- Madre, interpretata da Alice Canzonieri.
Madre di Modesta e Tina.
- Tina, interpretata da Erika Bonura.
Sorella disabile di Modesta.
- Suor Costanza, interpretata da Mariella Lo Sardo.
Assistente di Leonora.
- Mimmo, interpretato da Giovanni Calcagno.
Giardiniere del convento.
- Ilaria, interpretata da Alessia Debandi.
Novizia arrivata in convento all'eta di dodici anni.
- Suor Teresa, interpretata da Paola Pace.
Sorella nel convento.
- Rocco, interpretato da Giuseppe Spata.
Autista dei Brandiforti.
- Antonio, interpretato da Lollo Franco.
Maggiordomo dei Brandiforti.
- Principessa Gaia Brandiforti, interpretata da Valeria Bruni Tedeschi.
Matriarca e vedova della famiglia nobiliare dei Brandiforti che accoglie Modesta nella sua villa dopo l'allontanamento dal convento.
- Carmine, interpretato da Guido Caprino.
Gabellotto dei Brandiforti, complice e amante di Modesta.
- Beatrice "Cavallina" Brandiforti, interpretata da Alma Noce.
Soprannominata Cavallina per l'andatura claudicante, è la figlia segreta di Leonora che instaura un rapporto di amicizia e amore con Modesta.
- Luigia "Argentovivo", interpretata da Eleonora De Luca.
Cameriera dei Brandiforti, rinominata Argentovivo da Gaia per la sua loquacità.
- Pietro, interpretato da Vincenzo De Michele.
Guardiano di Ippolito.

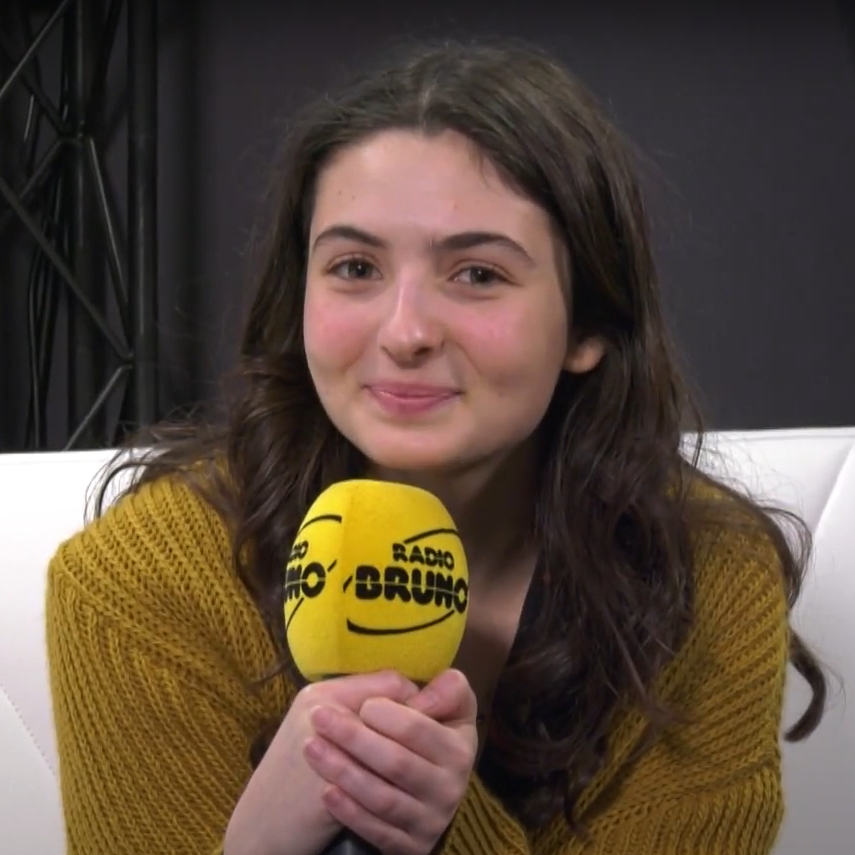
Tecla Insolia
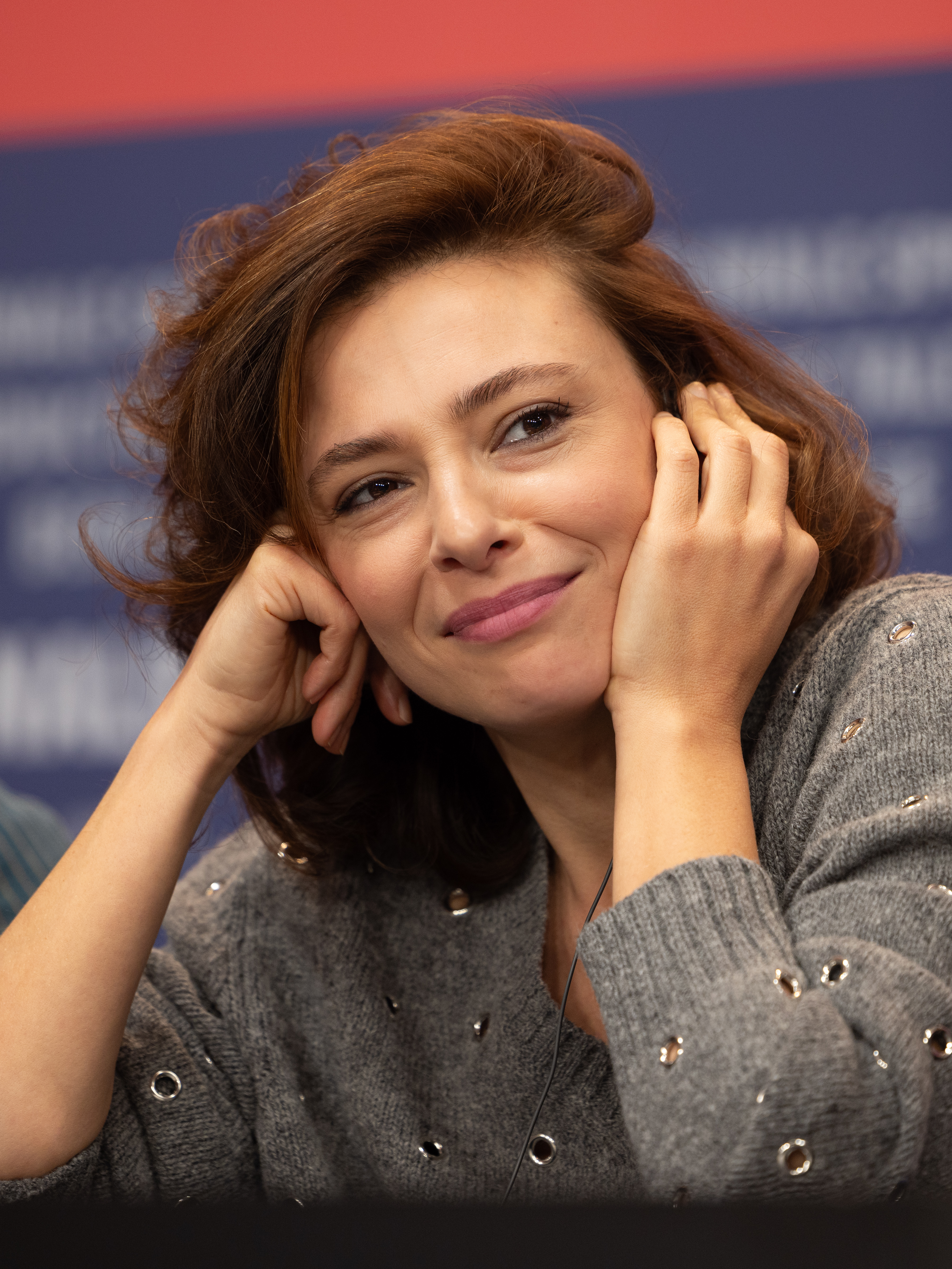
Jasmine Trinca
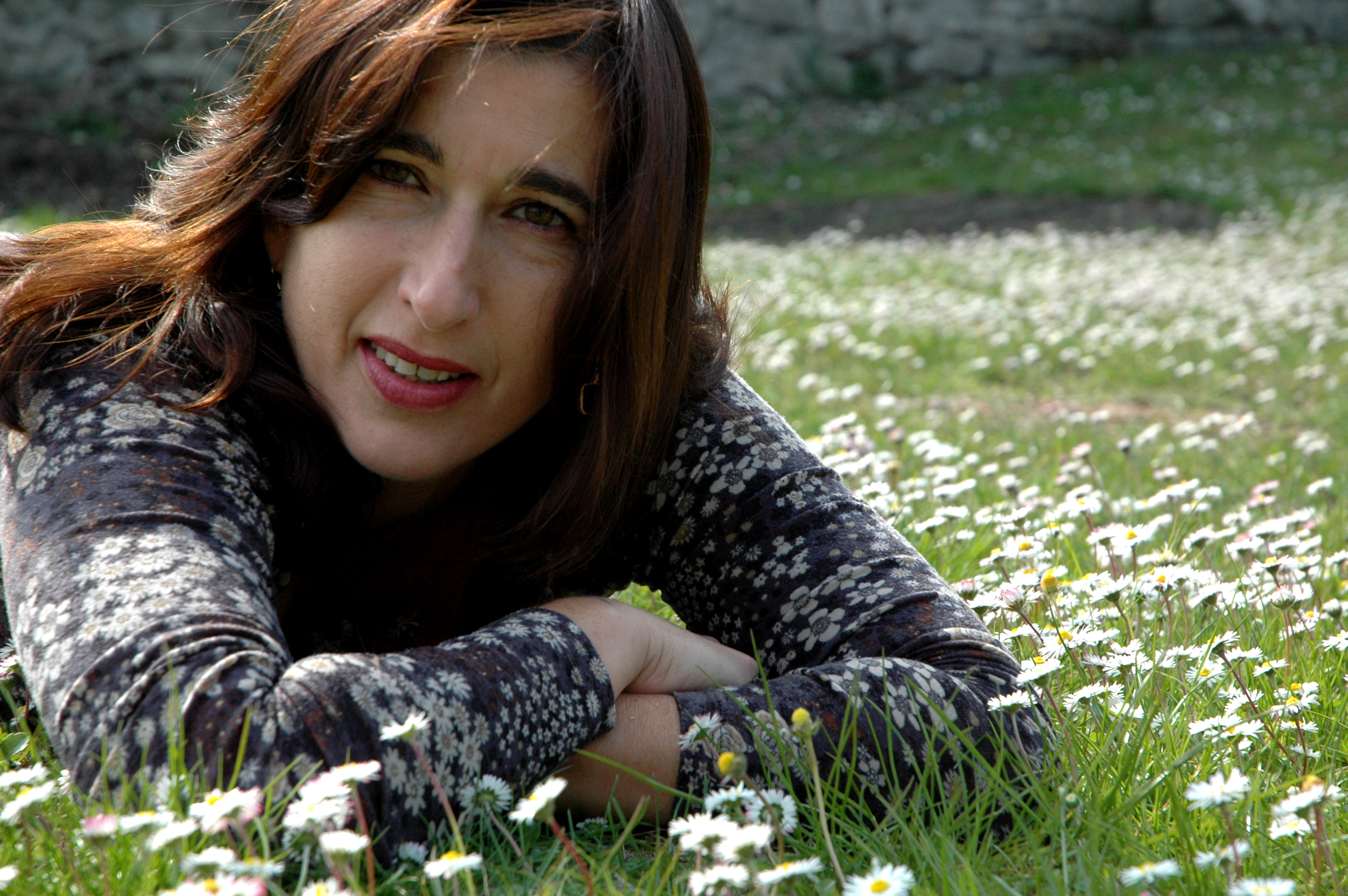
Paola Pace
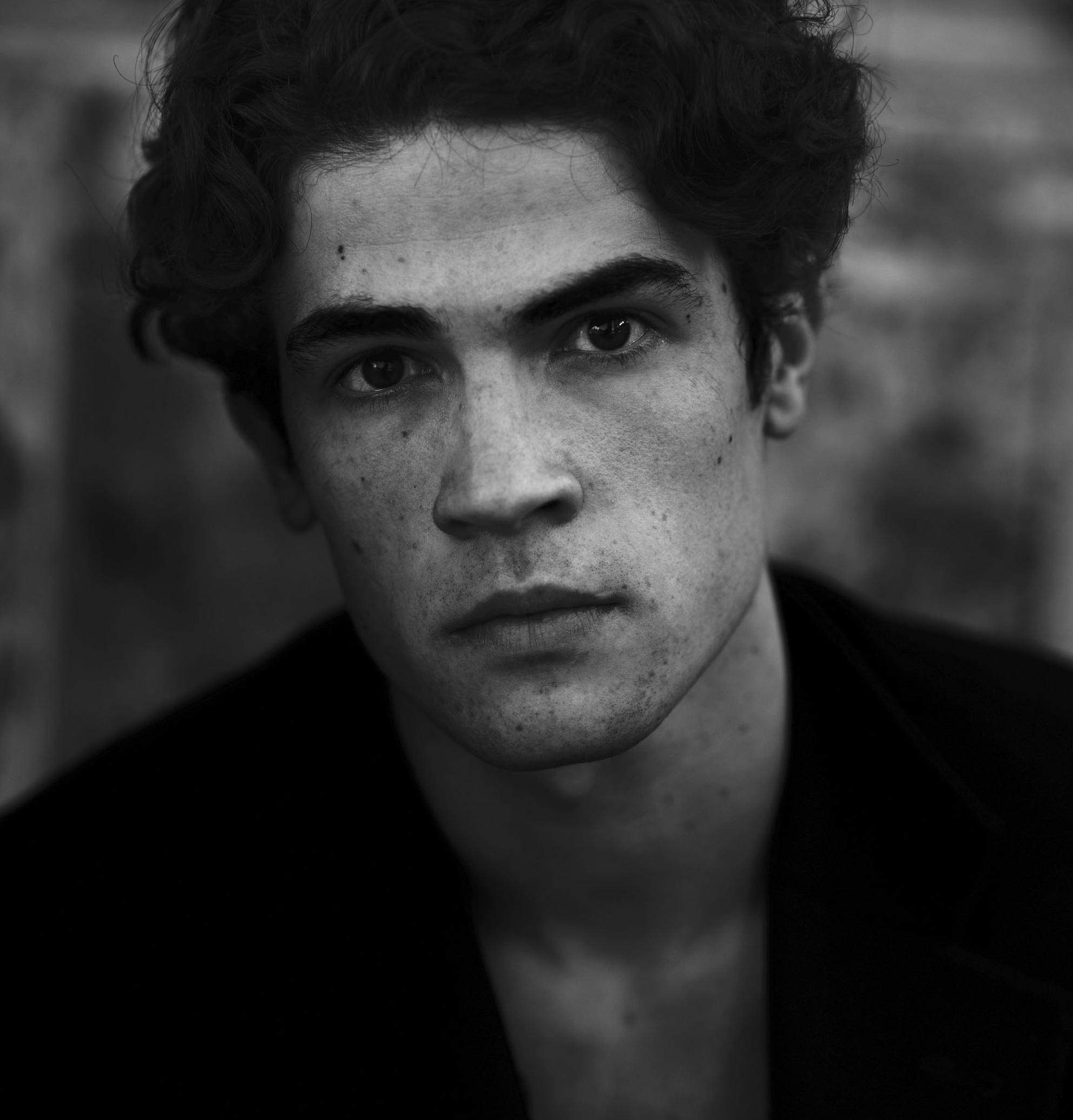
Giuseppe Spata
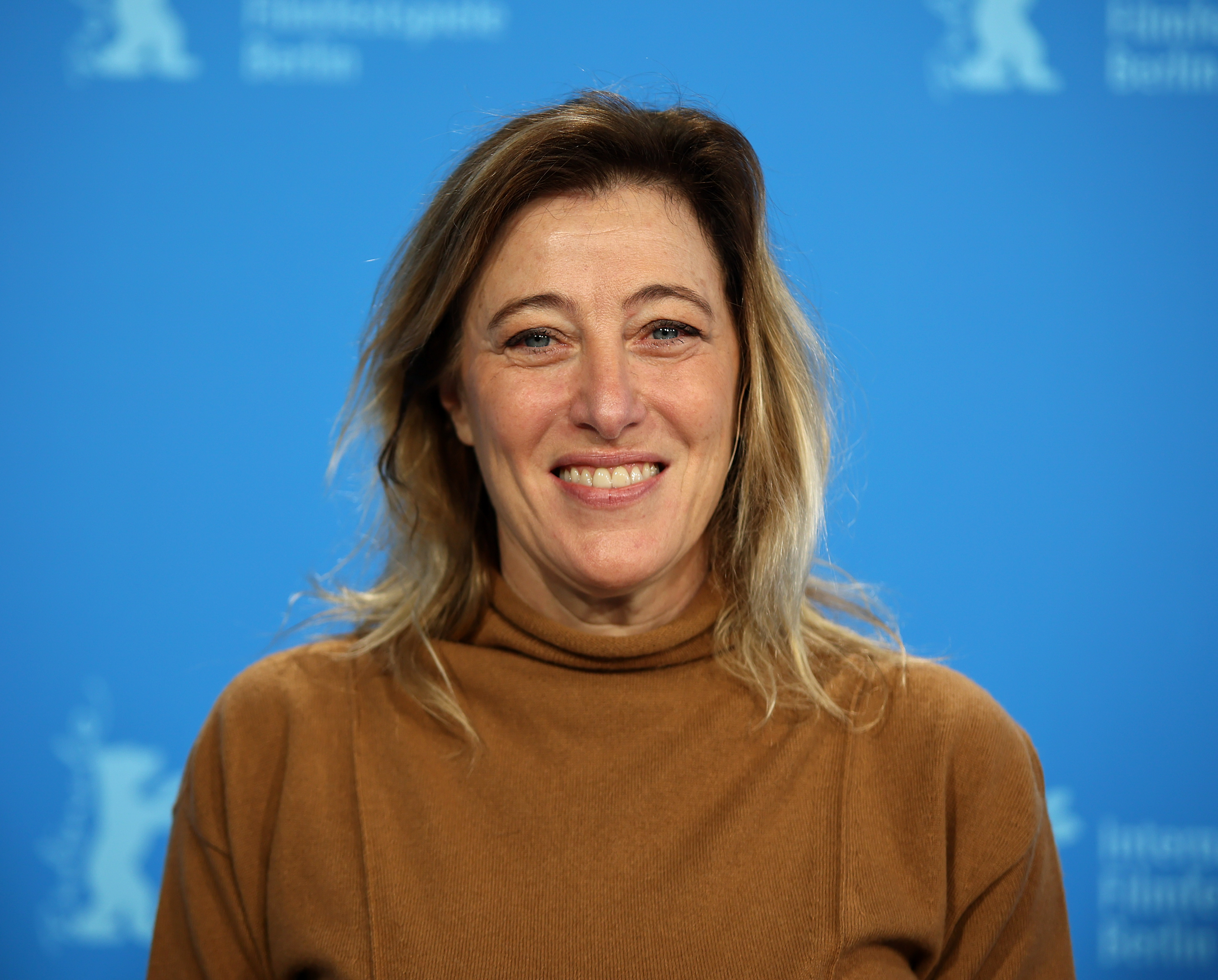
Valeria Bruni Tedeschi
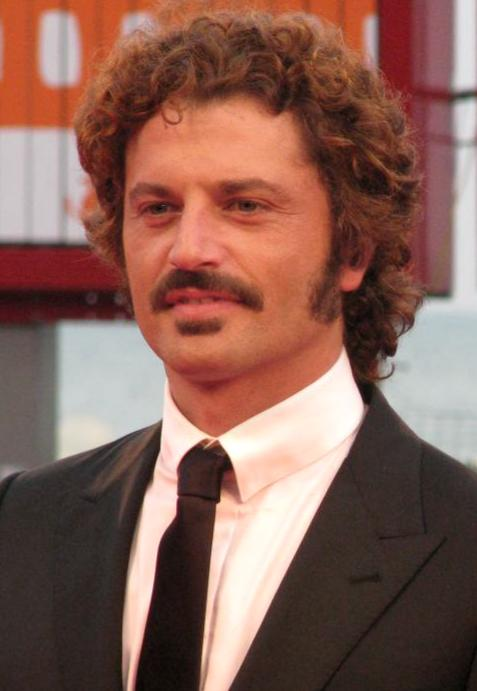
Guido Caprino

### Personaggi secondari
- Tuzzu, interpretato da Edoardo Li Gioi.
Amico d'infanzia di Modesta.
- Ippolito Brandiforti, interpretato da Giovanni Bagnasco.
Figlio di Gaia e unico erede dei Brandiforti, rinchiuso in una stanza dell'ultimo piano della villa per la sua deformità, in cui solo Pietro può accedervi.
- Mena, interpretata da Nika Perrone.
Cameriera dei Brandiforti ed ex circense.
- De Ciuceis, interpretato da Massimo Andrei.
Insegnante di danza di Beatrice.
- Musumeci, interpretato da Filippo Luna.
Notaio.
- Medico, interpretato da Marcello Mazzarella.
Medico nella villa dei Brandiforti.
- Don Antonio, interpretato da Santo Pennisi.
Parroco nella cappella della villa dei Brandiforti.

### Guest star
- Suor Incoronata, interpretata da Rosaria Langellotto.
Cuoca e sorella nel convento.
- Suor Rosalia, interpretata da Miriam Nicolosi.
Cuoca e sorella nel convento.
- Carmela, interpretata da Anita Pomario.
Bracciante dei Brandiforti che allevia le necessità di Ippolito.
- Duca Luigi, interpretato da Fabio Riva.
Amico di Gaia che annuncia l'arrivo dell'influenza spagnola a Catania.
- Vincenzo, interpretato da Francesco Marino.
Figlio di Carmine.

## Produzione

### Riprese
Le riprese della miniserie sono state realizzate a Catania, Cefalù, Bagheria, Roma e al castello di Bracciano dove è stato ricreato l'interno del convento mentre l'esterno in un ex convento vicino a Corleone. Per la Villa Brandiforti sono state impiegate cinque ville diverse: Villa Valguarnera, Villa Trabia, Villa Spedalotto e Villa Palagonia a Bagheria e Villa Parisi a Frascati.

## Colonna sonora
La colonna sonora della miniserie è composta da Tóti Guðnason mentre il brano nei titoli di coda è Parola di Donato Dozzy, interpretato da Anna Caragnano.

## Promozione
Il primo trailer è stato pubblicato il 10 maggio 2024.

## Distribuzione
La miniserie è stata presentata in anteprima assoluta il 22 maggio 2024 durante la 77ª edizione del Festival di Cannes ed è stata distribuita al cinema in due parti: la prima dal 30 maggio 2024 mentre la seconda parte dal 13 giugno 2024. La serie è stata trasmessa con le sue sei puntate su Sky Atlantic dal 28 febbraio al 14 marzo 2025.

## Riconoscimenti
- 2025 – David di Donatello[8][9]
  - Miglior sceneggiatura non originale a Valeria Golino, Francesca Marciano, Valia Santella, Luca Infascelli e Stefano Sardo
  - Miglior attrice protagonista a Tecla Insolia
  - Miglior attrice non protagonista a Valeria Bruni Tedeschi
  - Candidatura al miglior film
  - Candidatura alla miglior regia a Valeria Golino
  - Candidatura alla miglior attrice non protagonista a Jasmine Trinca
  - Candidatura al miglior attore non protagonista a Guido Caprino
  - Candidatura al miglior autore della fotografia a Fabio Cianchetti
  - Candidatura alla miglior scenografia a Luca Merlini e Giulietta Rimoldi
  - Candidatura ai migliori costumi a Maria Rita Barbera
  - Candidatura al miglior trucco a Maurizio Fazzini
  - Candidatura al miglior montaggio a Giogiò Franchini
  - Candidatura ai miglior effetti speciali visivi a Francesco Niolu e Rodolfo Migliari
  - Candidatura al miglior casting a Francesco Vedovati, Anna Maria Sambucco e Massimo Appolloni
  - David Rivelazioni italiane a Tecla Insolia
- 2025 – Nastri d'argento - Grandi Serie[10]
  - Miglior serie drammatica
  - Migliore attrice protagonista a Tecla Insolia
  - Migliore attrice non protagonista a Valeria Bruni Tedeschi e Jasmine Trinca
  - Migliore attore non protagonista a Guido Caprino
  - Premio Fondazione Nobis - Serie a Alma Noce
- 2025 – Globo d'oro[11]
  - Miglior serie TV a Valeria Golino
- 2025 – Italian Global Series Festival[12]
  - Miglior miniserie
  - Miglior regista in una miniserie a Valeria Golino e Nicolangelo Gelormini
  - Miglior attrice in una miniserie a Tecla Insolia